# ヤドランカ・コソル
ヤドランカ・ヴライサヴリェヴィッチ＝コソル（クロアチア語: Jadranka Vlaisavljević-Kosor、発音:/ˈjadranka ˈkɔsɔr/、1953年7月1日 - ）は、パクラツ出身のクロアチアの政治家であり、元ジャーナリストである。2009年7月にクロアチアの首相イーヴォ・サナデルが辞任したことにより、同国で初めての女性首相となった。

## 生い立ち
ヤドランカ・ヴライサヴリェヴィッチとして、クロアチア東部のパクラツに生まれ、リピクの小学校を卒業した。その後ザグレブに移って法学を学び、1972年からジャーナリストとなり、ヴェチェルニ・リストとザグレブ・ラジオ（Radio stanica Zagreb）の特派員として働いた。1971年、詩集「コラツィ」がマティツァ・フルヴァツカのパクラツ支部から発行された。クロアチア紛争の間、ラジオのジャーナリストとして、難民や傷痍軍人などの戦争に関する話題を番組で取り上げた。またこの間、一時的に英国放送協会の特派員も務めた。その紛争に関する仕事に対してクロアチア・ジャーナリスト協会や欧州共同体から表彰を受けた。
コソルは、2つの詩集と2つのクロアチア紛争に関する書籍を出版している。1人の息子を持ち、また英語を流暢に話す。

## 政治
1995年、クロアチア民主同盟（HDZ）の一員としてクロアチア議会の議員となった。また、クロアチア議会の副議長も務めた。1999年から2000年までHDZのカタリナ・ズリンスキ女性協会の会長も務めた。コソルは2000年クロアチア総選挙においてHDZの女性候補者数を2倍に増やした。
コソルは1995年から1997年、2002年から2009年までHDZの副党首を務めた。また、2003年からはイーヴォ・サナデル内閣で副首相、家庭、退役軍人、世代間連携大臣となった。2005年クロアチア大統領選挙でHDZはコソルを大統領候補とした。第1回の投票では3位のボリス・ミクシッチを僅差で下して第2回投票に進んだが、第2回投票ではスティエパン・メシッチに破れた。
2009年7月、イーヴォ・サナデルが首相およびHDZ党首を辞職したことに伴い、その後任としてHDZの党首となった。
2009年7月1日、クロアチア首相のイーヴォ・サナデルが辞職し、後任にコソルを指名した。7月6日、クロアチア議会はコソルの首相就任を賛成多数で承認し、コソルはクロアチア初の女性首相となった。2011年12月4日に行われた下院選挙では野党連合に敗北し、同年12月23日に首相を退任した。

## 外交
2008年、北京パラリンピックの開会式に出席するために中華人民共和国の北京を訪れ、胡錦濤主席と会談した。